# Plan de Valparaíso

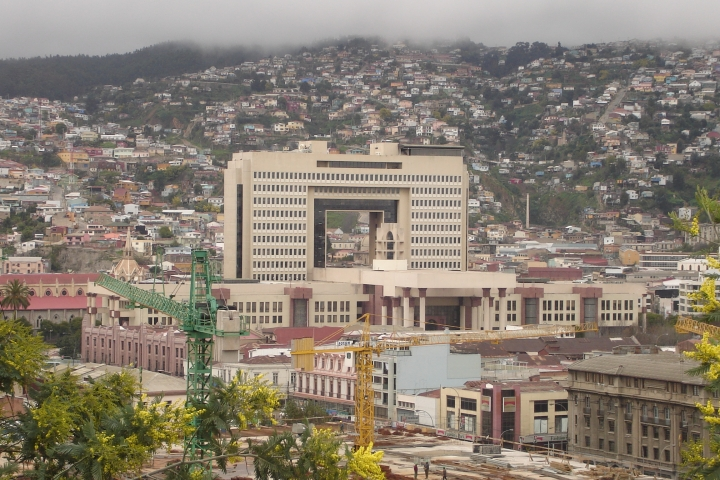
Vista hacia el Congreso Nacional, ubicado en el plan.

El plan de Valparaíso es la denominación que recibe la parte plana de la ciudad de Valparaíso, Chile, en donde se encuentran los edificios públicos y el comercio, lo que lo distingue de los cerros que es donde mayoritariamente vive la población.
Es el resultado de un extenso planeamiento urbanístico desarrollado a partir del auge económico y cosmopolita que experimentó la ciudad durante la segunda mitad del siglo XIX, y que contempló el relleno de una amplia superficie de costa, a partir de la actual calle Serrano (y su extensión, la calle Bustamante).
Tradicionalmente el plan se divide en los sectores del Barrio Puerto, núcleo fundacional de la ciudad, y El Almendral, zona dedicada preferencialmente al comercio.